# Pas 65
De Pas 65 of Pas 65+ was tot begin 2005 een pas waarmee mensen van 65 jaar of ouder in Nederland hun leeftijd konden aantonen om daarmee korting te krijgen op onder andere attracties, bibliotheken en openbaar vervoer. De pas 65 is geen geldig legitimatiebewijs.
Met de invoering van de identificatieplicht in Nederland wordt iedereen geacht een identificatiedocument te hebben. De pas 65 wordt dan ook sedert 2005 niet meer uitgegeven.